# Sihleanu, Brăila
Sihleanu este un sat în comuna Scorțaru Nou din județul Brăila, Muntenia, România.